# Gerrhonotus liocephalus
Gerrhonotus liocephalus là một loài thằn lằn trong họ Anguidae. Loài này được Wiegmann mô tả khoa học đầu tiên năm 1828.